# Gecina
Gecina é uma empresa imobiliária que possui, administra e desenvolve ativos imobiliários de 20 bilhões de euros no final de junho de 2020, quase 97% localizado em Ilha de França. Gecina é uma empresa de investimento imobiliário listada na Euronext Paris e tem cerca de 500 funcionários. A imobiliária centra a sua atividade em torno do primeiro portfólio de escritórios na França e na Europa e em um portfólio de ativos residenciais e residências estudantis, que representam mais de 9.000 unidades habitacionais.